# Истребление тиранов
«Истребление тиранов» — рассказ Владимира Набокова, относящийся к русскому периоду его творчества. Был написан и опубликован (под псевдонимом В. Сирин) в 1938 году, вошёл в состав сборника «Весна в Фиальте» (Нью-Йорк, 1956).

## Сюжет и история текста
Действие рассказа происходит в неназванной стране, где крепнет тоталитарная диктатура. Главный герой был знаком с диктатором во времена его молодости. Он рассказывает об этом знакомстве, о своей ненависти и о готовности убить тирана. Постепенно персонаж приходит к выводу, что лучший способ противостоять тоталитаризму и спасти себя от безумия — смех.
Рассказ был написан во второй половине мая — конце июня 1938 года во французской Ментоне. В 1956 году автор включил рассказ в сборник «Весна в Фиальте».
Георгий Адамович в своей рецензии признал, что «Истребление тиранов» написано «на диво отточенным, на диво скользящим пером» и «с большой силой передаёт чувства, более или менее знакомые» множеству русских людей. Он увидел в рассказе «кое-что от „Записок из подполья“, кое-что от „Зависти“ Юрия Олеши», «новейший вид дневника новейшего „лишнего человека“, в бессильном отчаянии протестующего против оглупления и опошления мира». При этом критик назвал финальный вывод слишком банальным. Схожего мнения придерживается биограф Набокова Брайан Бойд: он признаёт, что Набоков продемонстрировал в «Истреблении тиранов» внутреннюю свободу, но отмечает, что из «растянутой до предела» структуры «выходит на свет божий хрупкий и безжизненный вывод», а портрет диктатора в молодости «совершенно неубедителен».